# ルネ・シマール
ルネ・シマール（René Simard、1961年2月28日 - ）は、ケベック州シクーティミ生まれの歌手。

## 経歴
1971年10歳のとき、カナダにて「L'OISEAU　鳥」で歌手デビュー。1974年、日本ユニセフ協会のキャンペーンソング「美しい星」をフランス語で歌ったことがきっかけで村井邦彦の作曲した「ミドリ色の屋根」を日本でリリース。
第3回東京音楽祭世界大会において「ミドリ色の屋根」はグランプリとフランク・シナトラ賞を受賞。この曲の大ヒットの後、変声期を迎えるまでの約2年間日本でも音楽活動を行った。
以来多くの楽曲やアルバムを発表。カナダのケベック州中心に歌手、俳優、プロデューサーなどで幅広く活動している。
孫がいる。

## 出演 (日本のみ)

### テレビ
- スーパーアイドル（1974年12月31日、TBS）
- 8時だョ!全員集合（1975(昭和50)年4月5日、TBS)

他多数

### 映画
- ルネ・オン・メロディ (原題：Un Enfant Comme Les Autres、1974年 カナダ、日本公開 1975年3月15日)

## ディスコグラフィ
- 全てCBS・ソニーからリリース。

### シングル
| # | 発売日          | A/B面 | タイトル           | 作詞               | 作曲              | 編曲       | 規格品番 |
| - | --------------- | ----- | ------------------ | ------------------ | ----------------- | ---------- | -------- |
| 1 | 1974年 6月21日  | A面   | ミドリ色の屋根     | さいとう大三       | 村井邦彦          | 馬飼野康二 | SOLB-154 |
| 1 | 1974年 6月21日  | B面   | 雨上がりのデイト   | さいとう大三       | 村井邦彦          | 馬飼野康二 | SOLB-154 |
| 2 | 1974年 9月1日   | A面   | 小さな生命         | 安井かずみ         | 村井邦彦          | 川口真     | SOLB-174 |
| 2 | 1974年 9月1日   | B面   | 僕の国へおいで     | さいとう大三       | 村井邦彦          | 川口真     | SOLB-174 |
| 3 | 1974年 12月21日 | A面   | 愛の翼をひろげて   | 山上路夫           | 村井邦彦          | 松任谷正隆 | SOLB-207 |
| 3 | 1974年 12月21日 | B面   | 朝露のきらめき     | 山上路夫           | 村井邦彦          | 松任谷正隆 | SOLB-207 |
| 4 | 1975年 4月21日  | A面   | 君のすべてがほしい | 岩谷時子           | 馬飼野康二        | 馬飼野康二 | SOLB-231 |
| 4 | 1975年 4月21日  | B面   | サヨナラ少年時代   | 岩谷時子           | 村井邦彦          | 馬飼野康二 | SOLB-231 |
| 5 | 1975年 7月21日  | A面   | 去年の夏           | さいとう大三       | 村井邦彦          | 有馬行     | SOLB-285 |
| 5 | 1975年 7月21日  | B面   | 君にあげる子守歌   | 山上路夫           | 村井邦彦          | 松任谷正隆 | SOLB-285 |
| 6 | 1975年 9月21日  | A面   | みんなあなたに     | 岩谷時子           | 佐藤健            | 有馬行     | SOLB-315 |
| 6 | 1975年 9月21日  | B面   | 涙のプレリュード   | 山上路夫           | 村井邦彦          | 松任谷正隆 | SOLB-315 |
| 7 | 1976年 6月21日  | A面   | モントリオール讃歌 | R.Simard C.Lacombe | A.Mathieu V.Vogel | A.Baculis  | 06SH-20  |
| 7 | 1976年 6月21日  | B面   | この旗の下で       | 山上路夫           | 村井邦彦          | 松任谷正隆 | 06SH-20  |

### アルバム

#### ベスト・アルバム
1. ルネ ヒット全曲集（1975年11月1日／SOLL-174）
2. GOLDEN☆BEST limited ルネ・シマール（2012年6月10日／DYCL-362）